# Rattus hoffmanni
Rattus hoffmanni är en däggdjursart som först beskrevs av Paul Matschie 1901.  Rattus hoffmanni ingår i släktet råttor, och familjen råttdjur. IUCN kategoriserar arten globalt som livskraftig. Inga underarter finns listade i Catalogue of Life.
Denna råtta förekommer på Sulawesi och på mindre öar i regionen. Den vistas i låglandet och i bergstrakter. Artens ursprungliga habitat är tropiska skogar. Den kan anpassa sig till buskskogar och odlade landskap. Rattus hoffmanni äter främst frukter.